# イランプレート

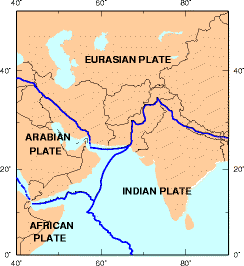
イランプレートはユーラシアプレートの最南部となっている

イランプレート（英語:Iranian Plate）とは、イラン、イラク、パキスタン、アフガニスタンにまたがって存在するプレート。北はユーラシアプレートで、南はアラビアプレートである。